# Cromozomul uman 14
Cromozomul 14 este unul dintre cele 23 de perechi de cromozomi umani, anume un autozom. Oamenii au în mod normal doi cromozomi, unul provenind de la mamă și unul provenind de la tată . Cromozomul 14 are o anvergură de aproximativ 106 milioane nucleotide în perechi (materialul de bază pentru ADN), și reprezintă între 3% și 3,5% din totalul de ADN din celule.
Identificarea genelor la fiecare cromozom este un domeniu activ al cercetării genetice. Datorită diferitelor tactice folosite de cercetători pentru a prezice numărul de gene pentru fiecare cromozom, acesta variază. Cromozomul 14, cel mai probabil, conține între 700 și 1.300 de gene.